# Teniet El Abed
Teniet El Abed (în arabă ثنية العابد) este o comună din provincia Batna, Algeria.
Populația comunei este de 11.388 de locuitori (2008).